# Iwan Fränkel
Iwan Otto (Pietje) Fränkel (Paramaribo, 19 januari 1941 – aldaar, 6 december 2019) was een Surinaams-Nederlands voetballer die als aanvaller speelde.
Fränkel begon zijn loopbaan bij SV Transvaal. Hij speelde in 1960 eenmalig voor het Surinaams voetbalelftal in een oefenwedstrijd tegen Nederland. In 1962 ging hij in Nederland bij FC Blauw-Wit Amsterdam spelen. Tussen 1964 en 1966 speelde hij in Duitsland voor Schwarz-Weiß Essen. Hierna speelde hij vijf seizoenen in België voor Royal Antwerp FC. Hij besloot zijn Europese loopbaan bij Amersfoort. In 1973 ging hij terug naar Suriname en kwam wederom uit voor Transvaal. Bij die club was hij ook actief als trainer en behaalde in 1990 de landstitel.
Zijn zoon Ray en zijn neef Purrel Fränkel werden ook profvoetballer.